# Рыпин (гмина)
Рыпин (пол. Rypin) — сельская гмина (волость) в Польше, входит как административная единица в Рыпинский повет, Куявско-Поморское воеводство. Население — 7473 человека (на 2004 год).

## Сельские округа
1. Балин
2. Божимин
3. Цетки
4. Чижево
5. Дембяны
6. Дылево
7. Гловиньск
8. Годзишевы
9. Ясин
10. Ковальки
11. Квятково
12. Линне
13. Марянки
14. Подоле
15. Пуща-Жондова
16. Русиново
17. Рыпалки-Прыватне
18. Садлово
19. Нове-Садлово
20. Сикоры
21. Старорыпин-Прыватны
22. Старорыпин-Жондовы
23. Стависка
24. Стемпово
25. Закроч

## Прочие поселения
1. Иваны
2. Лавы
3. Пуща-Мейска
4. Раково
5. Садлово-Румунки
6. Старорыпин

## Соседние гмины
1. Гмина Бжузе
2. Гмина Осек
3. Гмина Рогово
4. Рыпин
5. Гмина Скрвильно
6. Гмина Сведзебня
7. Гмина Вомпельск